# Kempehallen
Kempehallen var en ishall belägen i villaområdet Hörnett utanför centrala Örnsköldsvik. Den var hemmaarena för Modo Hockey (tidigare Modo AIK), som säsongen 1978/1979  
vann det första av klubbens hittills två SM-guld i Elitserien. Kempehallen invigdes den 4 oktober 1964 med ishockeymatchen Modo AIK–Brynäs IF, 0–2. och hade ursprungligen en publikkapacitet på 10 000 ståplatser, som med sittplatser blev till kapaciteten 5 100 åskådare. Namnet härrör från släkten Kempe som ägt och lett Mo och Domsjö AB. Intill platsen för arenan finns träningsanläggningen Modohallen samt fotbollsarenan Kempevallen.
Sedan säsongen 2006/2007 har Modo Hockey bedrivit sin ishockeyverksamhet i nya arenan Hägglunds Arena, belägen på Framnäsudden i centrala Örnsköldsvik. Kempehallen fanns dock kvar och användes av andra föreningar. Tävlingar vid Paralympiska vinterspelen 1976 hölls i Kempehallen, så även några konserter med bland annat Europe och Motörhead.
Den 15 juni 2012 beslutade Örnsköldsviks kommun att stänga ishallen med anledning av dålig bärighet i takkonstruktionen. Under en längre tid hade taket varit under bevakning sedan en utredning som gjordes tio år innan konstaterade att limträbalkarna i takkonstruktionen är underdimensionerade i förhållande till snöbelastningen som råder under vintern. Nya sprickor upptäcktes och kommunen beslutade då att riskerna var för stora för en fortsatt verksamhet och stängde ishallen en säsong tidigare än tidigare beslut.
I augusti 2012 revs byggnaden.